# Vosco S106
Vosco S106 – polski prototyp samochodu osobowego opracowany przez Fabrykę Samochodów Osobowych „Syrena” w Kutnie.

## Historia
W 2012 roku rozpoczęto prace nad projektem Syrenka. Pierwszy prototyp stworzono w 2014 roku. Już w 2015 było 5 prototypów. W 2016 prace nad projektem zostały zakończone z powodu zakończeniu współpracy AMZ-Kutno z Polfarmexem.
Pod koniec 2016 Polfarmex i Fabryka Samochodów Osobowych „Syrena” w Kutnie powołała nowy projekt Vosco S106. Pierwszy egzemplarz Vosco powstał w 2017.

### 2018
W kwietniu 2018 Vosco był w trakcie badań homologacyjnych, prawie gotowy do produkcji i stworzono 8 egzemplarzy tego samochodu. Vosco ma być produkowane w liczbie 100–300 sztuk na rok, w przyszłości planowana jest produkcja 1000–2000 sztuk.